# Лобов, Александр Алексеевич
Александр Алексеевич Лобов (укр. Олександр Олексійович Лобов; 16 декабря 1990, Черкассы, Украинская ССР, СССР) — украинский футболист, полузащитник. В составе футбольного клуба «Славутич» (Черкассы) 7 мая 2014 года играл в полуфинале Кубка Украины против донецкого «Шахтёра».

## Игровая карьера
Воспитанник СДЮШОР г. Черкассы. Первый тренер — С. М. Ковалевич. После окончания обучения играл в команде «Ходак» (Черкассы), ставшей после расформирования местного «Днепра» главной командой города. После организации в Черкассах «Славутича» стал игроком этой команды. 4 мая 2011 года принимал участие в первом официальном матче черкассчан, когда в рамках любительского чемпионата Украины со счётом 1:0 был обыгран клуб «Диназ» из Вышгорода. 23 июля 2011 года со «Славутичем» дебютировал во второй лиге чемпионата Украины. В сезоне 2013/14 играл в полуфинале Кубка Украины.